# Peter Buell Porter
Peter Buell Porter (Salisbury, 14 agosto 1773 – Niagara Falls, 20 marzo 1844) è stato un politico statunitense.

## Biografia
Fu il dodicesimo segretario alla Guerra degli Stati Uniti, sotto il presidente degli Stati Uniti d'America John Quincy Adams (6º presidente). Nato nella Contea di Litchfield.
Studiò al Yale College terminandolo nel 1791 e poi continuò il suo percorso si studi specializzandosi a legge a Litchfield, Connecticut. Venne eletto nel partito democratico-repubblicano durante l'11º Congresso degli Stati Uniti e il 12º Congresso degli Stati Uniti.
Sposò nel 1818 Letitia Breckinridge da cui ebbe un figlio, il colonnello Peter A. Porter, che diventò un eroe della guerra civile. Fu il nonno di Peter Augustus Porter.